# 동국문학상
동국문학상은 등단 이래 우수한 작품 활동을 한 동국대학교 출신 문인을 대상으로 동국문학인회가 선정하는 문학상이다. 공로상으로 동국문학인상을 시상한다.

## 역대 수상 작품
- 1987년 1회 신경림
- 1989년 3회 조정래
- 1991년 5회 시인 박제천씨(46·문예진흥원 자료관장)와 소설가 이상문[1]
- 1997년 11회 시인 홍희표 <낡은 연인> 소설가 이국자 <이곡사>[2]
- 1998년 12회 정의홍 <하루만 허락받은 시인> 호영송 <유쾌하고 기지에 찬 사기사>
- 2006년 19회 시인 윤제림 문학평론가 유재엽 동국문학인상 소설가 송원희
- 2007년 20회 시인 하덕조 수필가 유혜자[3]
- 2008년 21회 시인 이윤학 평론가 장영우
- 2010년 23회 공광규 <놀란 강> 정찬주 <가야산 정진불>
- 2011년 24회 시인 이혜선(갅장살링외 2편혜경한국묺협문부잇샂장평론가 홍기삼
- 2012년 25회 허정자(국제펜클럽 한국본부 대구지역위원장)
- 2015년 28회 서정란 시집<휴휴암 가는 길>외 2편 정희성 <백면서생 경매참관기>외 2편
- 2016년 29회 시인 이순희 <산 그림자>외 2편 평론가 송희복 (윤동주에 대한 논문)「모국어의 순교자여, 창밖에 있거든 두드려라」[4]
- 2017년 30회 김현지 《그늘 한 평》이우상 《바이칼 여신》 지연희 《달빛》[5]